# Велика Акаржа
Велика Акаржа археологічна пам'ятка — табір-поселення середнього періоду пізнього давньокам'яної доби. Розташована біля смт Великодолинське Одеського району Одеської області, на правому березі річки Аккаржа.
Відкрита 1955 археологом В. Красковським, досліджувалась у 1950–60-ті роки Павлом Борисковським, у 1980–90-ті — Ігорем Сапожниковим.
Розкопано площу близько 300 м². Основний горизонт культурних рештків товщиною 0,35–0,50 м залягав на глибині 0,55–1,05 м, мав сліди інтенсивної обробки кременю (знаряддя, відходи виробництва) та кількох вогнищ, містив також морські та наземні молюски, фрагменти кісток бізонів.
Знахідки концентрувалися у вигляді кількох плям. Одну з них, площу бл. 16 м² із залишками вогнища в центрі, вважають локальним господарсько-побутовим комплексом.
Пам'ятку інтерпретують як базовий сезонний табір мисливців на бізонів.
Технології обробки кременю притаманні епіграветській з деякими орін'якськими рисами культурно-технологічній традиції.